# 松浦脩
松浦 脩（まつら ながし）は、江戸時代後期から幕末にかけての大名。肥前国平戸新田藩の第9代（最後の）藩主。第8代藩主・松浦晧の長男。

## 略歴
嘉永3年（1850年）8月21日、父晧の隠居により家督を継ぐ。同年12月16日、従五位下・豊後守に叙任する。文久3年（1863年）3月15日、幕府から本藩と共に対馬藩の支援を命じられる。同年8月、上洛し、孝明天皇に拝謁する。元治元年（1864年）7月、従五位上に昇進する。明治元年（1868年）10月、病気のために息子豊を上洛させることを新政府から許可される。明治3年（1870年）9月に本家の平戸藩と合併したため、平戸新田藩は廃藩となった。
明治14年（1881年）、隠居し、長男豊に家督を譲った。明治39年（1906年）4月、75歳で死去した。

## 系譜
- 父：松浦晧（1804-1856）
- 母：柳沢保光の娘（1805-1875）
- 正室：行子（1835-1865）- 行。細川興建の娘
  - 長女：峯子（1857-1918）- 峰子。細川興嗣（細川興貫長男）の正室、明治36年11月離縁
  - 長男：松浦豊（1858-？）
- 生母不明の子女
  - 二男：松浦弘（1870-1889）
- 養子
  - 女子：細井ハル子（1854-？）- 桑原七兵衛の妻